# Castelletto sopra Ticino
Castelletto sopra Ticino (Castelet in dialetto locale, pronunciato [kastaˈlet]) è un comune italiano di 9 844 abitanti della provincia di Novara in Piemonte.

## Geografia fisica
Il comune di Castelletto sopra Ticino è situato nell'alta pianura novarese orientale, al confine con la Provincia di Varese, su quote comprese tra i 189 m s.l.m. e i 304 m s.l.m. Si estende su una superficie di 14,61 km².
La sua posizione geografica delimitata dal Lago Maggiore, dal fiume Ticino e da un anfiteatro morenico, ha favorito un insediamento fin dall'età del bronzo.
Fu il più grande centro protourbano dell'Italia nord-occidentale, nato e sviluppatosi proprio a Castelletto e che nel corso del VII-VI secolo a.C. giunse a occupare l'intero promontorio compreso nell'ansa del Ticino.

## Storia

### II millennio a.C.
I reperti archeologici trovati in situ fanno risalire le prime popolazioni residenti all'età del bronzo. Ne è testimone una necropoli risalente al XIII secolo a.C. (cultura di Canegrate) riportata alla luce verso il 1950 in località Glisente. 

### I millennio a.C.
La cultura di Golasecca è una particolare cultura protostorica sviluppatasi nell'area nord-occidentale della penisola italiana, tra le Alpi e il Po (compreso in Svizzera il Canton Ticino), specialmente lungo le sponde del Lago Maggiore e del Lago di Como, tra il IX e il V secolo a.C., durante la prima età del ferro. La sua denominazione è legata alla località in cui l'abate Giovanni Battista Giani documentò nel 1824 i primi ritrovamenti. Il territorio castellettese, circostante l'uscita del Ticino dal lago, era a quei tempi caratterizzato da una serie di ghiaioni e cateratte, che giustificano il toponimo di Golasecca, e protetto da un anfiteatro di colline moreniche.
In quel periodo storico si costellò di piccoli e grandi villaggi, con scali per la gestione della navigazione e controlli nei punti nodali di scambio dei prodotti provenienti dall'ambiente mediterraneo-etrusco e destinati ai mercati transalpini. Significative testimonianze, restituite da necropoli rinvenute in occasioni di scavi archeologici effettuati nel territorio di Castelletto Ticino, hanno permesso di verificare l'appartenenza degli abitanti a una popolazione di lingua celtica.
Il culto dei morti prevedeva il rito della cremazione e la sepoltura delle ceneri in urne di argilla, deposte in nuda terra oppure protette da ciottoli o da cassette litiche. Gli ossari talvolta contenevano oggetti di corredo personale quali anelli, armille, fibule, orecchini, perle di collane, coppette e bicchieri fittili. Le loro sepolture erano spesso protette da strutture in pietra più o meno complesse. È possibile osservare, nel Parco Comunale Giovanni Sibilia, la struttura di alcune di queste tombe. Alcuni reperti dell'area e dell'epoca sono conservati nel Museo Archeologico di Milano.
I golasecchiani abitavano in capanne di modeste dimensioni, costituite da una struttura in tronchi e da pareti in paglia e fango seccati, coperte da rami intrecciati con frasche. I pavimenti erano realizzati in sabbia e ciottoli, sistemati a vespaio e ricoperti di argilla cotta. Recenti scoperte archeologiche di iscrizioni su pietra e su ceramiche funerarie hanno consentito di far risalire la conoscenza dell'alfabeto al VII secolo a.C. e di definirlo di origine leponzia connessa alla lingua etrusca.
Il V secolo a.C. fu testimone di un improvviso abbandono dell'insediamento locale: la comparsa del centro di Milano, fondato dagli Insubri, posto in una posizione strategica per i traffici viari, portò al declino dei centri golasecchiani insediati sulle sponde del Ticino.
Nel 338 a.C. si verificarono penetrazioni di gruppi gallici, ricordate dallo storico latino Tito Livio, che caratterizzarono un diverso assetto urbanistico e sociale.
La successiva età romana, di cui sono emerse scarne testimonianze, rispecchiò la condizione giuridica comune a tutto il Novarese. Da Castelletto sopra Ticino, in epoca romana, passava la via Severiana Augusta, strada romana consolare che congiungeva Mediolanum (la moderna Milano) con il Verbannus Lacus (il Lago Verbano, ovvero il Lago Maggiore, e da qui al passo del Sempione (lat. Summo Plano).

### Medioevo
Nel Medioevo, in un atto notarile del 1145, apparve per la prima volta il nome di Castelletto, legato chiaramente al castello, appartenuto prima alla signoria dei Torriani e donato come feudo il 6 agosto 1329 dall'imperatore Ludovico il Bavaro a Ottorino Visconti, i cui discendenti lo abitano tuttora. Pur essendo stato adattato alle nuove esigenze abitative, conserva ancora l'imponente torrione originale quadrato, a blocchi di pietra, testimone di plurime vicende storiche. Nel 1332 Giovanni Visconti, divenuto vescovo di Novara, incluse l'ampio territorio nel Ducato di Milano.
A questo periodo storico risale la concessione imperiale delle peschiere, fissate prevalentemente nell'alveo del Ticino. Le più antiche erano quelle di Sambrasca, Novelliola e Piana situate prima dell'ansa del Motto del Castello. Al 1340 risalgono gli Statuti di Castelletto, insieme di leggi che governarono la vita del borgo, trascritti da Simone Gafforio, che testimoniano il prestigio di questo Comune. Lo si vede, infatti, dominare in quell'epoca il traffico mercantile tra i Cantoni transalpini, Milano, Pavia, Venezia coi suoi abili navaroli e paroni alla guida di burchielli, che scendevano le acque del Ticino e lo risalivano contro corrente dall'alzaia, al traino di coppie di cavalli.
Tra gli edifici ecclesiastici che segnalano il diffondersi della religiosità si ricordano la Chiesa di Santa Maria d'Egro, ricostruita in età barocca, la chiesetta di Sant'Anna all'interno ancora decorata da affreschi e l'oratorio di Sant'Ippolito di Glisente con affreschi dei secoli XV e XVI.
Incisiva fu la presenza del vescovo Carlo Bascapè, giunto a Novara nel 1593, sostenitore dei principi emanati dal Concilio di Trento. La sua fermezza nell'organizzazione e nel controllo della diocesi diede impulso a una più profonda religiosità e favorì la fondazione delle Confraternite.
Qui si costituirono quelle del S.S. Sacramento, del Rosario e del Suffragio. Seguirono gradualmente la ricostruzione della Chiesa di Santa Maria d'Egro, l'erezione dell'annessa Cappella Ossario, della nuova chiesa parrocchiale di Sant'Antonio abate e dell'oratorio di San Carlo.

#### Edicole e piloni
Nel XV secolo si diffusero, come segno di sentita devozione popolare, edicole, immagini votive e piloni. 
Di particolare importanza è quello di S. Maurizio, eretto a ricordo dell'omonima chiesa cristiana ubicata nel nucleo di Dorbiè, l'antica Dulbiarum.

### Casa Savoia
Dopo il Trattato di Aquisgrana (1748) il possesso del centro di Castelletto passò ai Savoia. L'armistizio di Cherasco del 1796, a seguito delle vittorie napoleoniche sulle truppe sabaude, segnò l'occupazione del territorio da parte dei francesi. Inserito nella Repubblica Cisalpina, fu interessato all'apertura della nuova arteria del Sempione, inaugurata nel 1805.
Tale evento modificò la vita del paese, affidando alla strada le attività commerciali che fino allora si avvalevano quasi esclusivamente della via fluviale e avevano come riferimento porti di rilevante importanza. Uno era a Cicognola, dove le merci venivano daziate o pagavano il pedaggio, e ben due, natanti, erano situati alla Briccola e al Presualdo.
Dopo il Congresso di Vienna (1815) il Comune ritornò possedimento dei Savoia. A quel periodo risale la Delibera del Consiglio Comunale (1833) per l'erezione della nuova torre campanaria, in un'area presso la chiesa parrocchiale, dove sorgevano due casupole della Fabbriceria. I lavori furono ultimati nel 1840.

### Risorgimento e Unità d'Italia
Durante le vicende del Risorgimento anche Castelletto Ticino venne coinvolto e visse particolari momenti di patriottismo nel 1848, come pure nel 1859 durante il passaggio di Garibaldi.

#### Ponte sul Ticino
Unificata l'Italia, nel 1868 si provvide a congiungere la sponda destra del Ticino con quella lombarda mediante un ponte in larice del Tirolo, lungo 270,10 m e coperto da un tetto in tegole marsigliesi.
Nel 1882 lo sostituì uno in ferro (289 m, larghezza 9,10 m) con due passaggi di scorrimento: l'inferiore per la linea ferroviaria e il superiore pedonale e carrozzabile che fu distrutto dall'aviazione americana durante la seconda guerra mondiale nel 1944.
Ricostruito tra il 1951-52 e attualmente esistente è quello progettato dall'ingegner G.B. Biadego, per una lunghezza di 300 m circa, fu realizzato nel Napoletano e montato, per constatarne la validità, tra Castellammare di Stabia e Torre Annunziata. Fu poi trasferito e assemblato sul Ticino (il ponte attuale è comunque quello ricostruito dopo la seconda guerra mondiale).

### XX secolo
Nel Novecento il Comune fu partecipe dei cambiamenti economici e sociali della civiltà moderna: all'artigianato affiancò, infatti, specifici macchinari per la lavorazione dell'uva e della seta. 
Sorsero così in un ampio parco il Cantinone (1902), per l'azienda vinicola dei Fratelli Barberis, e a Porta Nuova il setificio Filatoio Strazza (1908), per la produzione di fibre seriche, ottenute dai bozzoli dei bachi, nella seconda metà del secolo scorso trasformato per la produzione di filati e tessuti sintetici.

#### Guerre Mondiali
Si verificarono poi i due conflitti mondiali: 1915-18 e 1940-45. Il 1º novembre 1944 i militi della Xª Flottiglia MAS fucilarono cinque partigiani presso l'imbarcadero del paese.
Dopo la Liberazione, nonostante le dure ferite riportate, Castelletto ritrovò un nuovo equilibrio: accanto alle tradizionali occupazioni della pesca e dell'agricoltura vide lo sviluppo di eterogenee attività industriali e nel 1951-1952 ricostruì il ponte di ferro demolito dai bombardamenti del 1944.
Tra Castelletto e Sesto Calende è sempre esistito un servizio di barche a remi, recentemente a motore, per consentire l'attraversamento del fiume per i pedoni.

## Monumenti e luoghi d'interesse

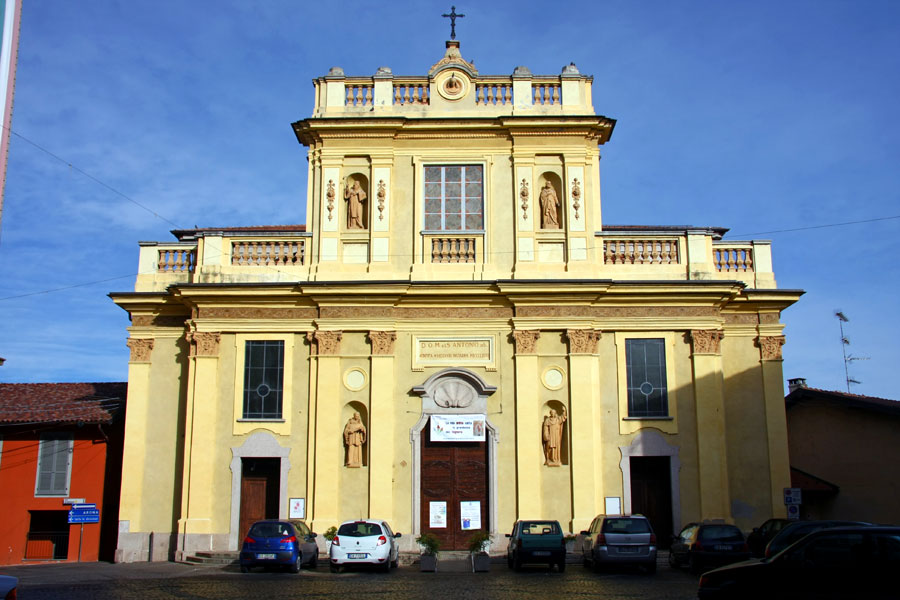
Facciata della chiesa parrocchiale

- Parco Comunale "Giovanni Sibilia" – Area archeologica: presso il parco comunale è possibile visitare due recinti circolari e uno rettangolare[9], in ciottoli di fiume, provenienti dalla necropoli golasecchiana di Via del Maneggio, in località Croce Pietra, scoperti nel corso degli scavi effettuati tra il 2001 e il 2003 e databili tra il IX e l'VIII secolo a.C. Un altro significativo esempio di sepoltura monumentale è costituito da una tomba femminile a cassone litico[10], risalente alla fine del VII secolo a.C., venuta alla luce in località Motto Falco e collocata nel parco nel 1986. Nell'aprile 2009 è stata ricostruita, davanti all'ingresso della Biblioteca civica, una nuova sepoltura in grandi lastre di pietra proveniente dalla necropoli di Via Ardeatine che si data tra la fine del VII e la seconda metà del VI secolo a.C.
- Cantinone: costruito nel 1902 dai Fratelli Barberis per la loro azienda vinicola. Ristrutturato, è sede della Biblioteca civica. Qui sono esposte la Stele della Briccola[11], databile alla prima metà del VII secolo a.C. e decorata con la raffigurazione di una lancia con punta triangolare e, al centro, di un disco-corazza centroitalico (kardiophylax); due imponenti massi incisi rinvenuti nel 1997 all'inizio di via Beati, entrambi databili al VII secolo a.C.[12] Il primo è decorato su ambo i lati a coppelle e si suppone fosse collocato in piedi con la funzione di delimitare in termini monumentali il confine meridionale dell'area sepolcrale arcaica. Sul secondo sono presenti su una sola faccia una fitta serie di coppelle e segni dalla forma di ascia, probabilmente collegati alla simbologia del fulmine. Esso doveva avere una collocazione orizzontale con funzione di altare per offerte liquide. Infine è conservato l'importante documento epigrafico databile entro il VII secolo a.C. portato in luce durante lo scavo dell'insediamento del Belvedere: il masso, benché di difficile lettura per le numerose abrasioni subite, riporta l'iscrizione "chothios", interpretabile come "il figlio dell'anziano", e costituisce, allo stato attuale, la più antica iscrizione golasecchiana nota[13].
- Collezione Giani: dal 1999 Castelletto sopra Ticino vanta il possesso di un importante nucleo dell'antica collezione costituita nella prima metà dell'Ottocento dall'abate Giovanni Battista Giani, primo studioso dei reperti della cultura di Golasecca in seguito a scavi effettuati sulla riva destra e sinistra del Ticino nelle zone boschive lombarde delle Corneliane, del Galliasco, del Malvai, del Monsorino e in zona piemontese nella regione Brabbia e sulla strada per Borgo Ticino. La raccolta di eccezionale interesse venne smembrata dopo la sua morte e suddivisa tra i suoi eredi che a loro volta la donarono o vendettero; oggi il nucleo più consistente è conservato nei Musei Civici di Milano e Legnano, ma un lotto, giunto per via ereditaria alla famiglia Santagostino, è stato acquisito dal Comune di Castelletto Sopra Ticino e ora è esposto presso i locali della Biblioteca civica. La collezione è composta da quattro manufatti ceramici, tutti databili al VII secolo a.C.: due urne biconiche, una ciotola-coperchio e un raro esemplare di vaso a vasca rettangolare su piede, provenienti da necropoli dell'età del Ferro dell'area.
- Castello Torriani-Visconti: costruito dalla famiglia Della Torre, poi conquistato dalla famiglia rivale, i Visconti[14].
- Chiesa parrocchiale di Sant'Antonio abate: eretta nel XVI secolo su un edificio preesistente[14].
- Chiesa cimiteriale di Santa Maria d'Egro: di essa si trova già traccia negli Statuti del 1340. Eretta nel XVII secolo su un edificio preesistente, contiene un affresco del XV secolo denominato “Madonna della Rosa”. Accanto sorge la Cappella Ossario, destinata in passato alla conservazione delle ossa raccolte nell'adiacente Cimitero.
- Oratorio di Sant'Anna: eretto nel XV secolo, conserva al suo interno affreschi interni della prima metà del XVI secolo[14].
- Chiesa di San Carlo: edificata nel XV secolo per volontà dei Navaroli, presenta rimaneggiamenti del periodo tardo-barocco. Attualmente è sconsacrata e adibita a spazio espositivo[14].
- Chiesa di Sant'Ippolito: edificata nel XV secolo, contiene un ciclo di affreschi della seconda metà del XV secolo[14].

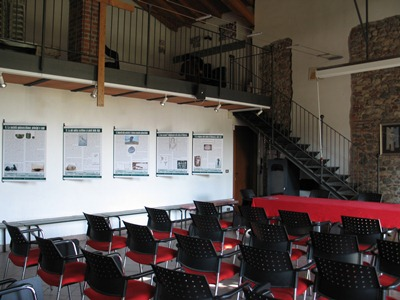
Il centro di documentazione sulla cultura di Golasecca, ex scuola di Pozzola

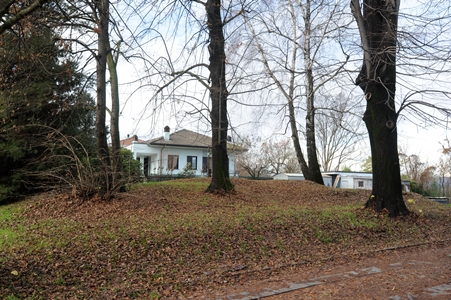
Tomba a tumulo del VI secolo a.C., ex scuola di Pozzola

- Pilone di San Maurizio: edificato in ricordo della prima chiesa cristiana locale (nel primo nucleo abitativo di Dulbiario, oggi frazione Dorbiè), contiene un affresco del XIX secolo raffigurante una Madonna con Bambino, San Maurizio e San Marco (o San Pietro Martire).
- Scuola di Pozzola: sorta nel 1904-1907 in qualità di Regia Scuola Elementare, entrò in funzione con la caratteristica di pluriclasse e per oltre mezzo secolo accolse e istruì tutti i bambini delle frazioni circostanti, costituendo il punto di riferimento più importante di una zona lontana dal centro del paese e prevalentemente basata sull'agricoltura. Il suo uso come edificio scolastico cessò nel 1967. Venne poi recuperata funzionalmente nel 1997 grazie all'attività di manodopera per le strutture murarie e la successiva manutenzione ordinaria prestate gratuitamente, nel tempo libero, dai cittadini del Rione Beati Pozzola. Ne è stata ricavata una sala polivalente per riunioni culturali di Gruppi e Associazioni locali. Qui il 24 settembre 2004 è stato inaugurato il Centro di documentazione sulla cultura di Golasecca, allestito con pannelli che illustrano in modo ampio e dettagliato il più antico centro protourbano del Piemonte, ne ripercorrono la storia e i suoi elementi più caratterizzanti e consentono di ricostruire i più significativi aspetti dell'età del ferro nell'area delle prealpi occidentali: dalle abitudini di vita ai commerci, dall'alimentazione ai riti funebri. Accanto all'edificio sorge una tomba a tumulo del VI secolo a.C., già saccheggiata da scavi clandestini. La monumentale struttura, realizzata presumibilmente per un personaggio dell'élite aristocratica, era posta lungo la via di transito che costeggiava il lago e sottolineava, con intenti monumentali, i confini dell'abitato protostorico[14].
- Setificio: edificato nel 1908, su tre piani, per la lavorazione della seta. Ogni piano, nel pavimento di legno, aveva incassate le rotaie che permettevano lo spostamento dei carrelli con le casse di lavoro. I piani erano collegati da montacarichi per lo spostamento dei semilavorati[14].
- Sono inoltre da ricordare numerosi affreschi su muri di abitazioni borghesi e coloniche, croci lignee, statue, edicole votive, in gran parte raffiguranti la Madonna alla quale rivolgersi per invocarne la protezione, per ringraziamento, per suffragio o come culto personale.
- All'interno del cimitero di Castelletto, è sepolto dall'agosto 2005 la salma del cantante Massimo Brancaccio, meglio conosciuto come Billy More, una drag queen che, nella prima metà del primo decennio degli anni 2000, divenne famosa per le sue canzoni ballate in discoteca.

## Società

### Evoluzione demografica
Abitanti censiti

### Etnie e minoranze straniere
Gli stranieri residenti nel comune sono 1 128, ovvero il 11,0% della popolazione. Di seguito sono riportati i gruppi più consistenti:
1. Albania, 263
2. Marocco, 245
3. Romania, 153
4. Ucraina, 77
5. Senegal, 64
6. Tunisia, 46
7. Cina, 32

### Lingue e dialetti
Oltre alla lingua italiana, a Castelletto sopra Ticino è utilizzata una variante locale del dialetto varesotto. 
Come in tutti i comuni orientali della provincia di Novara, al confine con la Lombardia, la componente predominante del dialetto locale è lombarda e non piemontese.

## Economia
A partire dal XX secolo, all'artigianato si affiancò la lavorazione dell'uva e della seta.
Castelletto Sopra Ticino conta ora numerosi insediamenti commerciali. Ha però conservato ombrose zone boschive, verdi pianure, irrigate da torrenti, rogge e ruscelli e specchia nel suo fiume ville signorili di pregevole stile architettonico.
È inserito nel Parco naturale della Valle del Ticino, che si prefigge di tutelare e valorizzare l'ambiente; è collegato a Varallo Pombia da una suggestiva pista ciclabile e dal 19 maggio 2002 vanta un percorso botanico, con finalità didattiche e divulgative del patrimonio concernente la flora e la fauna, presso la Fondazione Domenico Morino di Vernome.
È meta di turisti, che nella stagione estiva possono fruire di vari campeggi situati sulle sponde del Lago Maggiore.

## Infrastrutture e trasporti

### Strade
Il centro cittadino è attraversato dalla Strada statale 33 del Sempione.

### Autostrade
Il paese possiede un proprio casello autostradale sull'Autostrada A8/26.

### Ferrovie
Castelletto Ticino era servita da una stazione ferroviaria posta sulla linea Luino-Oleggio. Dal 15 dicembre 2013 la stazione risulta chiusa al servizio viaggiatori.

### Nautica
Vi è la possibilità di attraversare il Ticino in barca tra Castelletto e Sesto Calende.

## Amministrazione
Di seguito è presentata una tabella relativa alle amministrazioni che si sono succedute in questo comune.
| Periodo          | Periodo        | Primo cittadino          | Partito                                                        | Carica  | Note   |
| ---------------- | -------------- | ------------------------ | -------------------------------------------------------------- | ------- | ------ |
| 9 settembre 1986 | 5 maggio 1989  | Enrico Luscia            | Democrazia Cristiana                                           | Sindaco | [ 17 ] |
| 22 maggio 1989   | 29 giugno 1990 | Giovanni Zanoni          | Democrazia Cristiana                                           | Sindaco | [ 17 ] |
| 29 giugno 1990   | 29 luglio 1991 | Antonio Giuseppe Santini | Partito Socialista Italiano                                    | Sindaco | [ 17 ] |
| 29 luglio 1991   | 30 luglio 1993 | Francesco Viale          | Partito Democratico della Sinistra, Partito Comunista Italiano | Sindaco | [ 17 ] |
| 30 luglio 1993   | 24 aprile 1995 | Roberto Bonan            | Democrazia Cristiana                                           | Sindaco | [ 17 ] |
| 24 aprile 1995   | 14 giugno 1999 | Roberto Bonan            | centro-sinistra                                                | Sindaco | [ 17 ] |
| 14 giugno 1999   | 14 giugno 2004 | Francesco Viale          | lista civica                                                   | Sindaco | [ 17 ] |
| 14 giugno 2004   | 8 giugno 2009  | Francesco Viale          | lista civica                                                   | Sindaco | [ 17 ] |
| 8 giugno 2009    | 27 maggio 2014 | Matteo Besozzi           | lista civica                                                   | Sindaco | [ 17 ] |
| 27 maggio 2014   | 26 maggio 2019 | Matteo Besozzi           | lista civica Per Castelletto                                   | Sindaco | [ 17 ] |
| 27 maggio 2019   | 9 giugno 2024  | Massimo Stilo            | lista civica Per Castelletto                                   | Sindaco | [ 17 ] |
| 9 giugno 2024    | in carica      | Massimo Stilo            | lista civica Per Castelletto                                   | Sindaco | [ 17 ] |